# 台鐵敞車
台鐵敞車用以泛指臺灣鐵路公司（原臺灣鐵路管理局，略稱臺鐵或臺鐵局）運行於各路線的鐵路貨車之敞車的稱呼。歸屬於台鐵敞車的分類十分繁雜，目前皆以車型和載重做為區分標準。

## 兩軸敞車
目前台灣鐵路管理局底下最多的敞車型式即屬本款，為一種小型無轉向架的兩車軸鐵路貨車，分布於全台各地，經常作為散裝貨物的運送以及台鐵本身各鐵路機廠之間的材料運送之用。
台鐵15G8000型敞車為目前台鐵兩軸敞車的代表，數量最多的一型，由日本進口，於1994年調查時數量超過800輛，截至2018年為止僅剩1輛在籍、3輛改為工程車。

## 四軸敞車
目前台鐵旗下大型敞車皆屬於本款，外型上為車體兩側含有專用轉向架的四車軸大型敞車。但數量上不如兩軸敞車來得多。
30G1000型敞車
於2010年臺灣車輛利用閒置的35N21000型篷斗車改造而來共100輛。
30G2000型敞車
於2010年秦揚機械利用篷車改造而來共150輛。30G2018已於2022年夏季報廢解體。
35G6000型敞車
於1958年由台鐵臺北機廠量產，至少有130輛，本型車目前已全數報廢除籍。有部分車輛改造為30EGF6000型架線工程平車。
35G20000型敞車
於1969年由日本若松車輛量產共145輛，本型車截至2023年12月31日在籍車：(35G20004、35G20031、35G20051、35G20098、35G20112、35G20117、35G20132、35G20135)，部分車輛改為35EG20000型作為機廠用車或機務段用車。

## 圖片

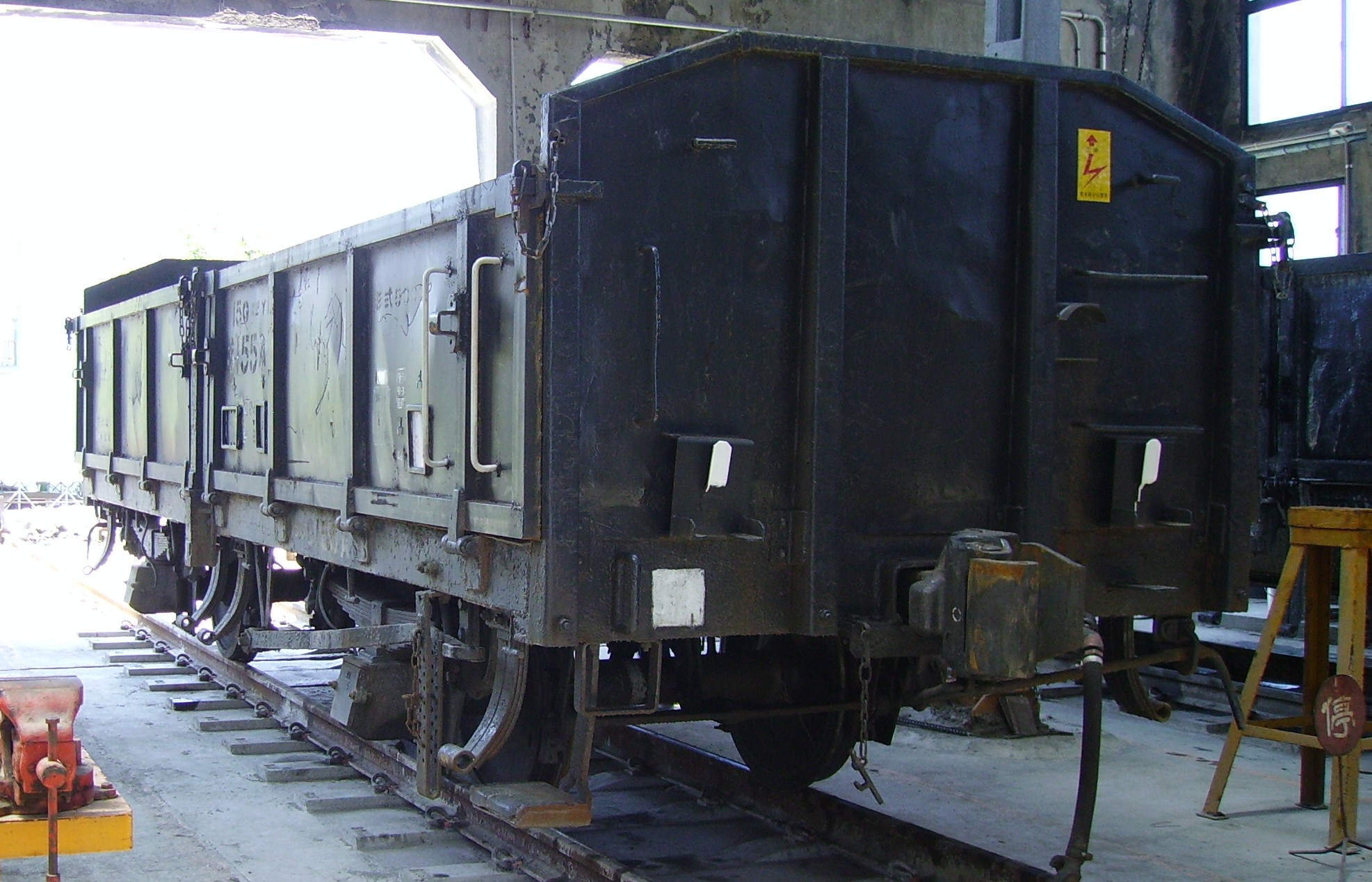
台鐵15G8000型兩軸小型敞車
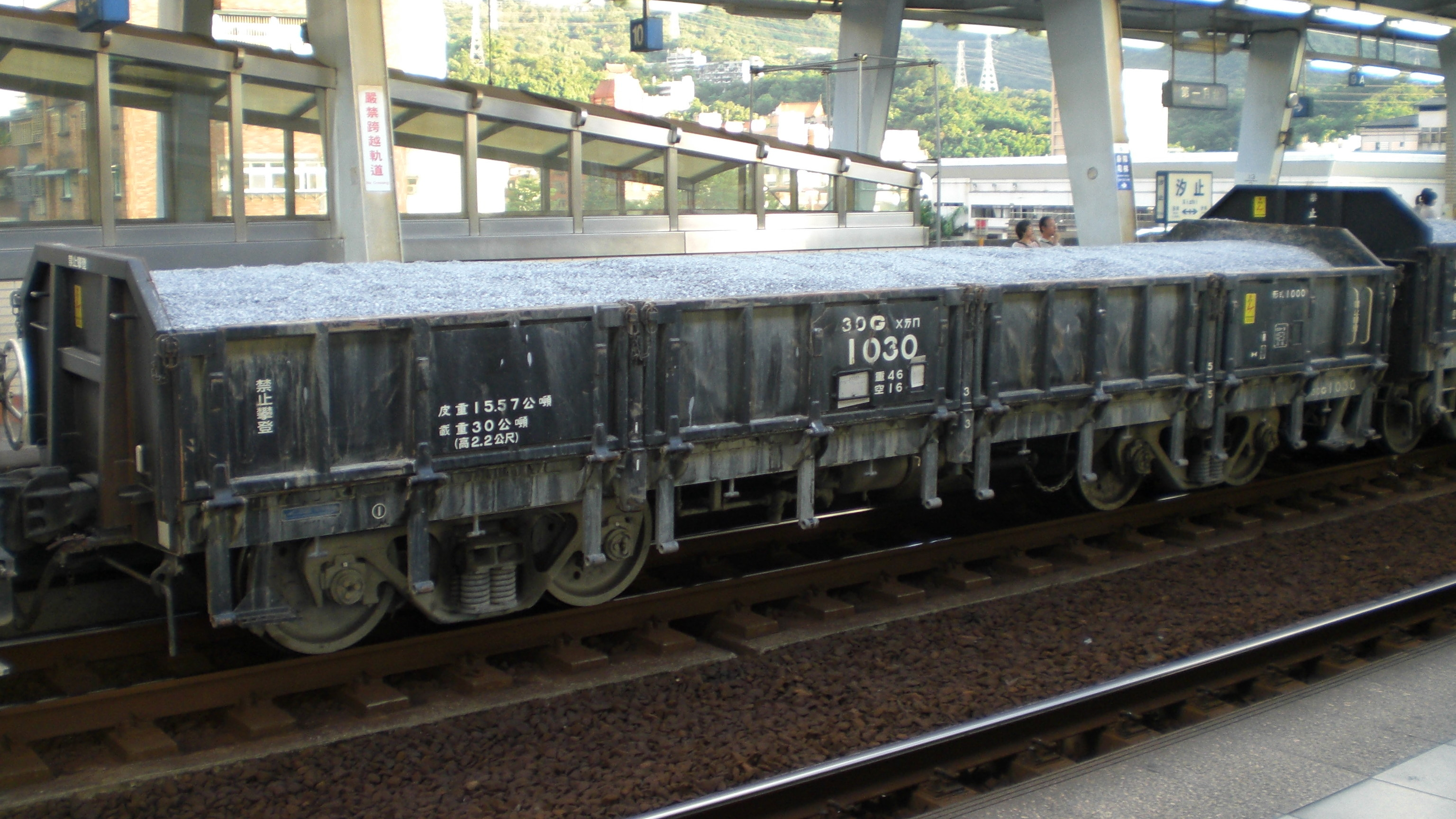
台鐵30G1000型大型轉向架敞車
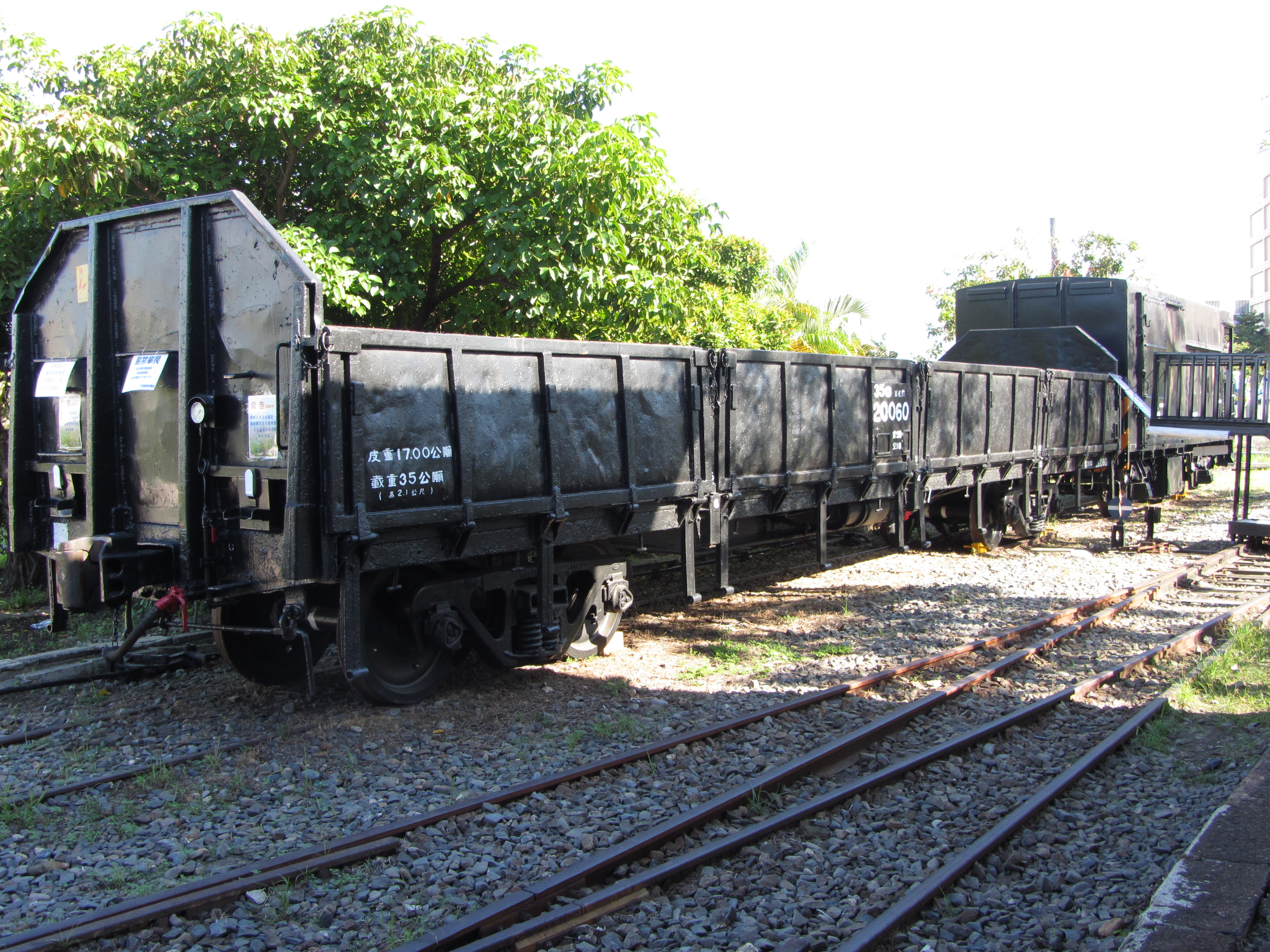
台鐵35G20000型大型轉向架敞車

## 外部連結
- 台湾の貨車（福田孝行の貨車ホームページ）